# Округ Ланкастер (Пенсилванија)
Округ Ланкастер (енгл. Lancaster County) је округ у америчкој савезној држави Пенсилванија.

## Демографија
По попису из 2010. године број становника је 519.445, што је 48.787 (10,4%) становника више него 2000. године.
| Група             | 2000.           | 2010.           |
| Белци             | 420.366 (89,3%) | 440.969 (84,9%) |
| Афроамериканци    | 12.993 (2,8%)   | 19.035 (3,7%)   |
| Азијати           | 6.802 (1,4%)    | 9.860 (1,9%)    |
| Хиспаноамериканци | 26.742 (5,7%)   | 44.930 (8,6%)   |
| Укупно            | 470.658         | 519.445         |